# Sydney Smith

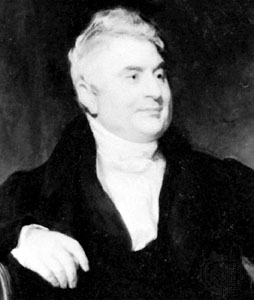
Sydney Smith.

Se även Sydney Smith (tennisspelare)!
Sydney Smith, född den 3 juni 1771 i Woodford i Essex, död den 22 februari 1845, var en engelsk satiriker och politiker.
Smith hade efter 1798 prästerliga befattningar på olika ställen, tills han 1831 utnämndes till kanonikus vid S:t Paulskyrkan i London. 
Smith har ansetts som en av Englands yppersta stilister. Han är märkligast genom sina politiska flygskrifter, i vilka han med kvickhet och slående dialektik försvarade reformer i frisinnad riktning. 
Vidare utgav han predikningar, föreläsningar i moralfilosofi (hållna 1804-06, tryckta 1850) med mera. Hans samlade skrifter (1843) har upplevt flera upplagor. 
En biografi offentliggjordes av hans dotter, lady Holland (1855, ny upplaga 1874).